# Oskar Lafontaine

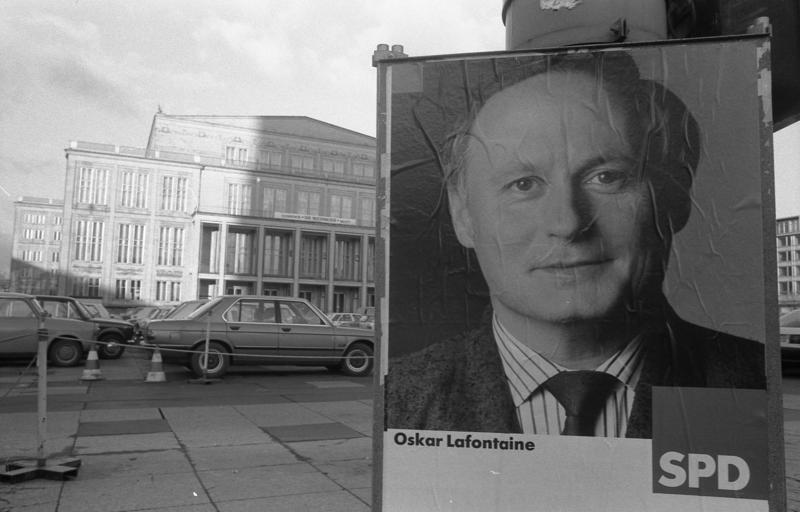
Bundestag-választási plakát Oskar Lafontaine-nel 1990-ben

Oskar Lafontaine (német kiejtés: [lafɔntɛn]) (Saarlouis, 1943. szeptember 16. –) német pártonkívüli, baloldali politikus és publicista. Francia származású, római katolikus. Negyedik felesége Sahra Wagenknecht, német politikus, aki a Bündnis Sahra Wagenknecht párt alapító elnöke.

## Élete, pályája
Lafontaine 1969-ben diplomázott; majd 1974-ig a Saarbrückeni Versorgungs- und Verkehrsgesellschaft Saarbrücken vállalatnál dolgozott, amelynek 1971-től igazgatósági tagja volt.
1985 és 1998 között Saar-vidék tartomány miniszterelnöke volt, 1995 és 1999 között pedig a Szociáldemokrata Párt (SPD) szövetségi elnöke.
Lafontaine helyi szinten Saarbrücken polgármestereként vált ismertté, szélesebb körben pedig Helmut Schmidt kancellárnak a Pershing II rakéták németországi telepítésére vonatkozó NATO-terv támogatásának kritikusaként vált ismertté. 1985 és 1998 között a Saar-vidék miniszterelnöke volt. Ebben a pozícióban a tartomány ipari bázisának megőrzéséért küzdött, amely az acélgyártásra és a szubvenciókkal támogatott szénbányászatra épült. 1992-ben és 1993-ban a Bundesrat elnöki tisztségét töltötte be.
Lafontaine az SPD kancellárjelöltje volt az 1990-es német szövetségi választásokon, de nagy különbséggel veszített. A választást két hónappal Németország újraegyesítése után írták ki, és a hivatalban lévő Helmut Kohl-kormány szinte behozhatatlan helyzetben volt. A kampány során egy kölni beszéde után egy mentálisan zavart nő késsel támadt rá. Átvágta a nyaki ütőerét, Lafontaine több napig válságos állapotban volt.
Az SPD 1998-as szövetségi választásokon aratott győzelme után Gerhard Schröder kancellár alatt pénzügyminiszter volt, de kevesebb mint hat hónappal később lemondott mind a minisztériumról, mind a parlamenti képviselőségéről, mivel a bulvársajtóban Schröder politikájának népszerű ellenfeleként pozicionálta magát.
2022-ben megjelent Ami, it's time to go! Plädoyer für die Selbstbehauptung Europas című könyve, amelyben bírálja a NATO-t és az amerikai befolyást a német politikában, azzal érvelve, hogy Németország amerikai vazallusállammá vált. A könyv bestseller lett.

## Család
Lafontaine négyszer volt házas, második és harmadik feleségétől egy-egy fia született. 2011 novemberében Lafontaine hivatalosan is új barátnőjeként mutatta be 26 évvel fiatalabb  politikustársát, Sahra Wagenknechtet, akit aztán 2014-ben elvett feleségül. Wagenknecht 2024-ben megalapította a saját magáról elnevezett Bündnis Sahra Wagenknecht pártot.

## Bibliográfia
- Joachim Hoell: Oskar Lafontaine. Provokation und Politik. Eine Biografie. Dirk Verlag EK, Lehrach 2004, ISBN 3-9806151-8-9
- Matthias Küntzel, La fontaine nucleaire, konkret, Februar 1996, auch abrufbar unter matthiaskuentzel.de,
- Evelyn Roll: Oskar Lafontaine. Wilhelm Heyne Verlag, München 1990, ISBN 3-453-04718-4
- Werner Filmer, Heribert Schwan: Oskar Lafontaine. Econ Verlag, Düsseldorf 1990, ISBN 3-430-12743-2
- Wolfgang Filc: Mitgegangen – mitgehangen. Mit Lafontaine im Finanzministerium. Eichborn, Frankfurt a. M. 1999, ISBN 3-8218-1622-8.
- Robert Lorenz: Oskar Lafontaine. Portrait eines Rätselhaften. Monsenstein und Vannderdat, Münster 2013, ISBN 978-3-86991-970-6.
- Robert Lorenz: Techniker der „kalten Fusion”. Das Führungspersonal der Linkspartei, in: Tim Spier u. a. (Hrsg.): Die Linkspartei. Zeitgemäße Idee oder Bündnis ohne Zukunft?. VS Verlag für Sozialwissenschaften, Wiesbaden 2007, ISBN 978-3-531-14941-7, S. 275–323.
- Hoell, Joachim: Oskar Lafontaine. Provokation und Politik. Eine Biografie. Dirk Verlag EK, Lehrach 2004, ISBN 3-9806151-8-9.
- Lorenz, Robert: Oskar Lafontaine. Portrait eines Rätselhaften. Monsenstein und Vannerdat, Münster 2013, ISBN 978-3-86991-970-6.
- Lorenz, Robert: "Techniker der 'kalten Fusion'. Das Führungspersonal der Linkspartei". In: Tim Spier u.a. (Hrsg.): Die Linkspartei. Zeitgemäße Idee oder Bündnis ohne Zukunft? VS Verlag für Sozialwissenschaften, Wiesbaden 2007, ISBN 978-3-531-14941-7, S. 275–323.
- Das Lied vom Teilen. Die Debatte über Arbeit und politischen Neubeginn. Heyne, München 1989, ISBN 3-453-04001-5.
- Keine Angst vor der Globalisierung. Wohlstand und Arbeit für alle. Dietz Verlag, Bonn 1998, ISBN 3-8012-0265-8 (zusammen mit Christa Müller).
- Das Herz schlägt links. Econ Verlag, München 1999, ISBN 3-430-15947-4.
- Die Wut wächst. Politik braucht Prinzipien. Econ Verlag, München 2003, ISBN 3-548-36492-6.
- Politik für alle. Streitschrift für eine gerechtere Gesellschaft. Econ Verlag, München 2005, ISBN 3-430-15949-0.
- Ami, it's time to go! Plädoyer für die Selbstbehauptung Europas. Westend Verlag, Frankfurt 2022, ISBN 978-3-86489-406-0.